# Jürgen Spiegel

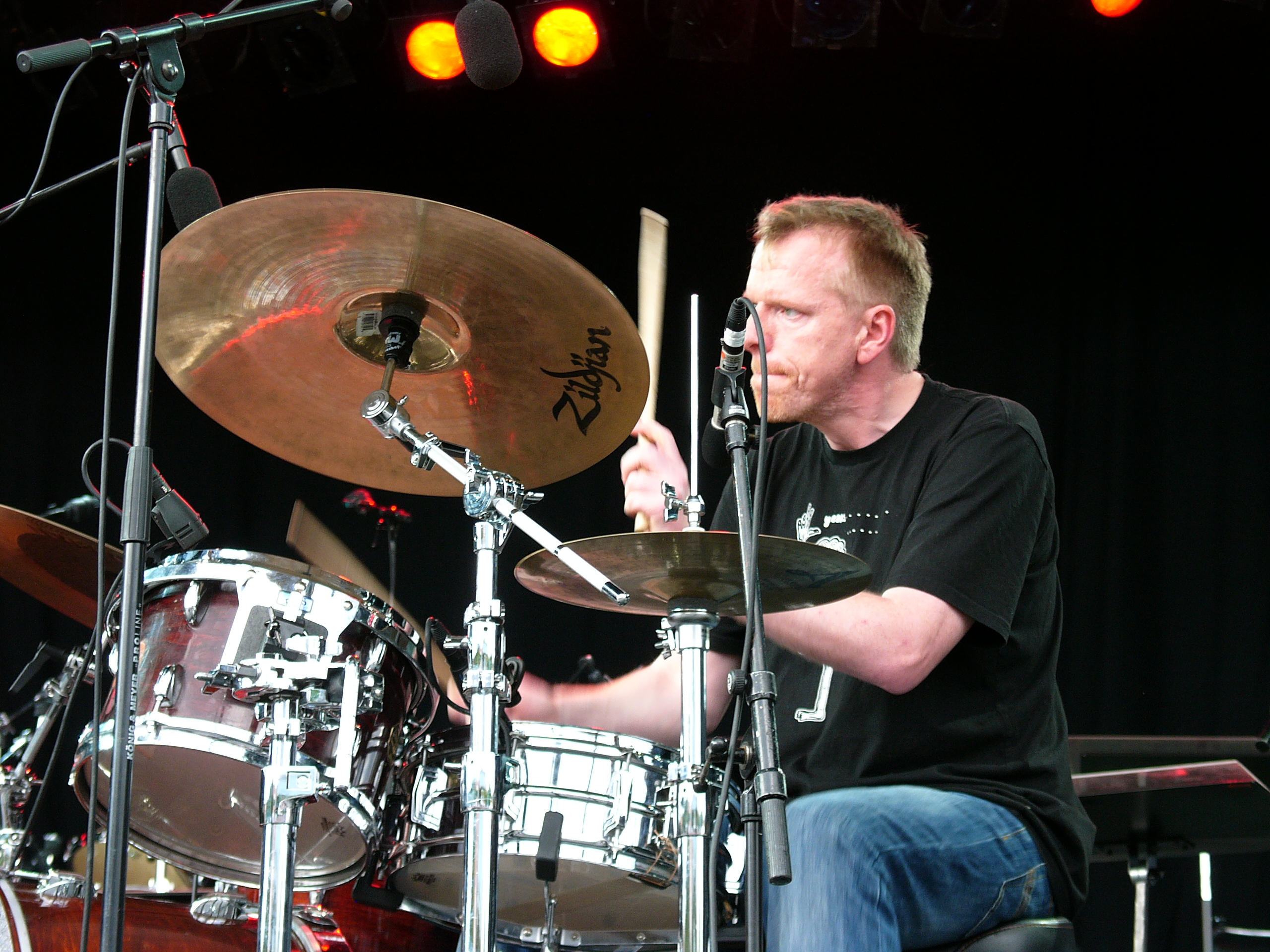
Jürgen Spiegel, Dubai Jazzfestival 2012

Jürgen Spiegel (*  3. Januar 1972 in Bremen) ist ein deutscher Schlagzeuger und Musikproduzent.

## Leben und Wirken
Spiegel erlernte das Schlagzeugspiel im Alter von neun Jahren; mit 16 Jahren kam das Klavier dazu. Nach dem Studium an der HFK Bremen 1992/93 wechselte er zum Prins Claus Conservatorium in Groningen, das er von 1993 bis 1998 besuchte. In den Niederlanden wurde er 1998 mit dem VSB-Stipendium für die Manhattan School of Music ausgezeichnet. Den Popkurs an der HFBK Hamburg 1996 absolvierte er im Bereich Jazz. Zwischen 1999 und 2003 spielte Spiegel mit Michael Kiske mehrere Rock-Alben ein, u. a. Readiness to Sacrifice (1999) und 2003 mit Kiskes eigener Band Supared.
Aufgrund seiner Tätigkeit in der Rockmusik spielte er auf den deutschen Rockfestivals wie Rock am Ring oder Hurricane.
2003 war er Gründungsmitglied im Tingvall Trio mit dem Pianisten Martin Tingvall und dem Bassisten Omar Rodriguez Calvo, mit dem er weltweit tourte und dem er immer noch angehört. Weiterhin spielte er mit Kurt Elling, Yari Carissi und Dominic Miller zusammen. Von 2006 bis 2009 arbeitete er mit der nigerianischen Hip-Hop/Soul-Sängerin Nneka. 2008 komponierte und produzierte Spiegel Themenmusik für den Sender Al Jazeera und erreicht dadurch Aufmerksamkeit in den Vereinigten Emiraten. 2009 erfolgte die Produktion der CD Dubai Nights (Virgin) mit Kompositionen mit arabischen Beduinen. 2018 gründete er ein Duo mit dem Pianisten Vladislav Sendecki unter dem Namen Sendecki&Spiegel, das bisher zwei Alben veröffentlichte, zuletzt Solace (2022).
Spiegels Frau Aino Löwenmark ist als Musikerin in der Folk-Pop-Band Fjarill aktiv, für die Spiegel auch produzierte.

## Preise und Auszeichnungen
Jürgen Spiegel erhielt mit dem Tingvall Trio 2010 den deutschen Musikpreis ECHO Jazz in der Kategorie Ensemble des Jahres national mit dem Tingvall Trio. 2011 wurde er gleichfalls mit dem Tingvall Trio mit dem Hamburger Musikpreis HANS in der Kategorie Hamburger Produktion des Jahres ausgezeichnet. 2012 erhielt er mit diesem Trio zwei Mal den deutschen Musikpreis ECHO Jazz, sowohl in der Kategorie Ensemble des Jahres national als auch als Live-Act des Jahres.

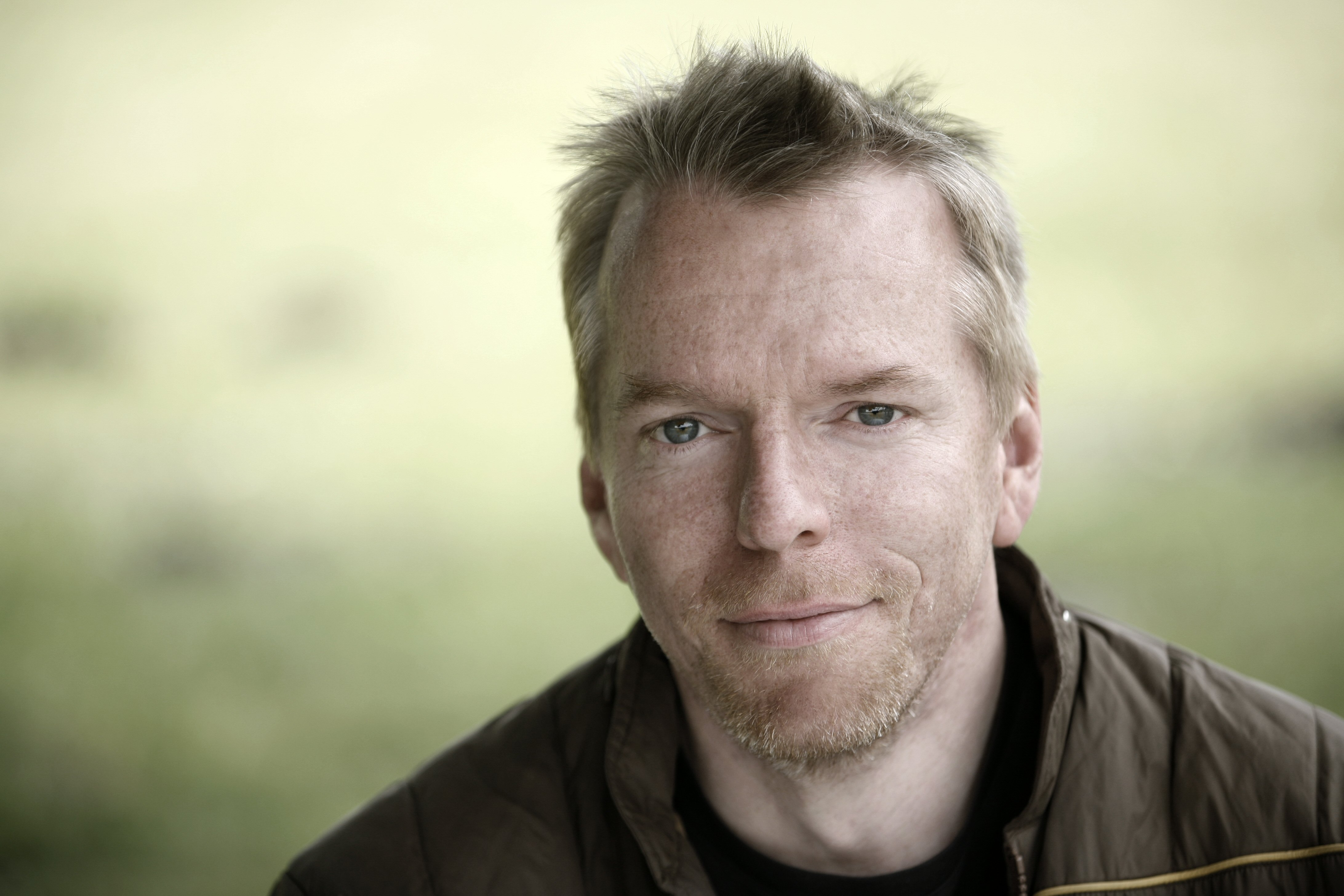
Jürgen Spiegel, Hamburg 2011

## Diskographische Hinweise
- 2003: SupaRed (Noise Records)
- 2006: Tingvall Trio Skagerrak (Skip Records)
- 2011: V.A. Dubai Nights. Vol. 1. (Airtime Records)
- 2016: Aino Löwenmark: Human (Traumton Records)
- 2017: Tingvall Trio: Cirklar (Skip Records)
- 2019: Sendecki&Spiegel Two in the Mirror (Skip Records)
- 2020: Tingvall Trio: Dance
- 2022: Sendecki&Spiegel Solace (Skip Records)